# Маслова, Екатерина Фёдоровна
Екатерина Фёдоровна Маслова (в девичестве Ревякина) — советская спортсменка по хоккею с мячом.

## Карьера
Выступала за московские команды «Буревестник», «Спартак» и «Торпедо». Мастер спорта.

## Семья
- Маслов, Виктор Александрович — муж

## Достижения
Чемпионат СССР по хоккею с мячом
- Чемпион: 1935[3]

Кубок СССР по хоккею с мячом
- Обладатель: 1938, 1939, 1940, 1946

Кубок ВЦСПС по хоккею с мячом
- Обладатель: 1948

Чемпионат Москвы по хоккею с мячом
- Чемпион: 1938, 1940, 1943, 1947

Кубок Москвы по хоккею с мячом
- Обладатель: 1940, 1944, 1946, 1947